# Araneus meus
Araneus meus là một loài nhện trong họ Araneidae.
Loài này thuộc chi Araneus. Araneus meus được Embrik Strand miêu tả năm 1907.